# GOLDEN J-POP/THE BEST 山口百惠
『GOLDEN J-POP/THE BEST 山口百惠』（ゴールデン・ジェイポップ ザ・ベスト やまぐちももえ）は、山口百恵のベスト・アルバム。1997年11月21日にSMEJよりリリースされた。

## 解説
SBM (Super Bit Mapping) で音質向上が実現した2枚組ベスト・アルバム。
Disc-1を「HIT! HIT! HIT!」と題し、主なシングルヒット曲とアルバムからの選曲で構成している。当時のベスト・アルバムのみに収録されていた「初恋時代」（『Best of Best 山口百恵のすべて』収録）と「たそがれ祭り」（『THE BEST プレイバック』収録）が初CD化された。
Disc-2を「阿木燿子・宇崎竜童作品ベスト集!」と題し、阿木燿子・宇崎竜童による楽曲のみを収録（Disc-1にも両名提供の楽曲は収録されている）。
従来のベスト・アルバムよりも、シングル以外の楽曲が多く選曲されている。
「謝肉祭」はレコード会社による発売自粛のため、未収録である。

## 収録曲

### Disc-1
HIT! HIT! HIT!
1. いい日旅立ち
2. 惜春通り（シングル・バージョン）
3. 秋桜
4. 冬の色
5. ひと夏の経験
6. 白い約束
7. ちっぽけな感傷
8. ささやかな欲望
9. 初恋時代
  - アルバム『Best of Best 山口百恵のすべて』収録曲
  - 花の高2トリオ（森昌子・桜田淳子・百恵）主演映画『花の高2トリオ 初恋時代』主題歌
  - 初CD化
10. たそがれ祭り
  - アルバム『THE BEST プレイバック』収録曲
  - 初CD化
11. 赤い絆 (レッド・センセーション)
12. 哀愁のコニーアイランド
  - アルバム『メビウス・ゲーム』収録曲
  - 『惜春 譜』収録バージョン
13. Crazy Love
  - アルバム『This is my trial』収録曲
  - 『歌い継がれてゆく歌のように -百恵回帰II-』収録バージョン
14. 愛染橋
15. ラスト・ソング
  - アルバム『ドラマチック』収録曲
  - 『歌い継がれてゆく歌のように -百恵回帰II-』収録バージョン
16. さよならの向う側
17. 一恵
18. プレイバックPart1
  - アルバム『THE BEST プレイバック』収録曲

### Disc-2
阿木燿子・宇崎竜童作品ベスト集!
1. プレイバックPart2
2. 横須賀ストーリー
3. I CAME FROM 横須賀
  - アルバム『百恵白書』収録曲
4. 夢先案内人
5. イミテイション・ゴールド
6. 乙女座 宮
7. 絶体絶命
8. 初恋草紙
9. GAME IS OVER
  - シングル「横須賀ストーリー」B面
10. モノトーンの肖像画
  - シングル「初恋草紙」B面
    - アルバム『パールカラーにゆれて』よりカット
11. 碧色の瞳
  - アルバム『17才のテーマ』収録曲
12. 木洩れ日
  - アルバム『17才のテーマ』収録曲
13. しなやかに歌って
14. 視線上のアリア
  - シングル「乙女座 宮」B面
15. 1 2/3
  - アルバム『花ざかり』収録曲
16. ロックンロール・ウィドウ
17. あなたへの子守唄
  - アルバム『Again 百恵 あなたへの子守唄』収録曲
  - 『惜春 譜』収録バージョン
18. 曼珠沙華
  - シングル「美・サイレント」B面
    - アルバム『曼珠沙華』よりカット

## 関連作品
- Best of Best 山口百恵のすべて
- 17才のテーマ
- パールカラーにゆれて
- THE BEST プレイバック
- ドラマチック
- 曼珠沙華
- 百恵白書
- 花ざかり
- メビウス・ゲーム
- This is my trial
- Again 百恵 あなたへの子守唄